# 达维兹·奥德松

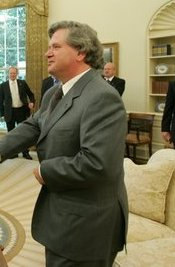
达维兹·奥德松

达维兹·奥德松（發音：[ˈtaːvið ˈɔtsɔn]；1948年1月17日—），出生于冰岛雷克雅维克，是冰岛共和国的前任总理，也是冰岛历来任期最久的总理（1991-2004）。2004-2005年间他从任冰岛外交部部长。
他高中毕业于雷克雅维克的Menntaskólinn，大学毕业在1976年于冰岛大学法学系。
他于1982-1991年间从任雷克雅维克市市长。他國際政治的立場是反對欧盟，支持北约，親美。